# Телуша

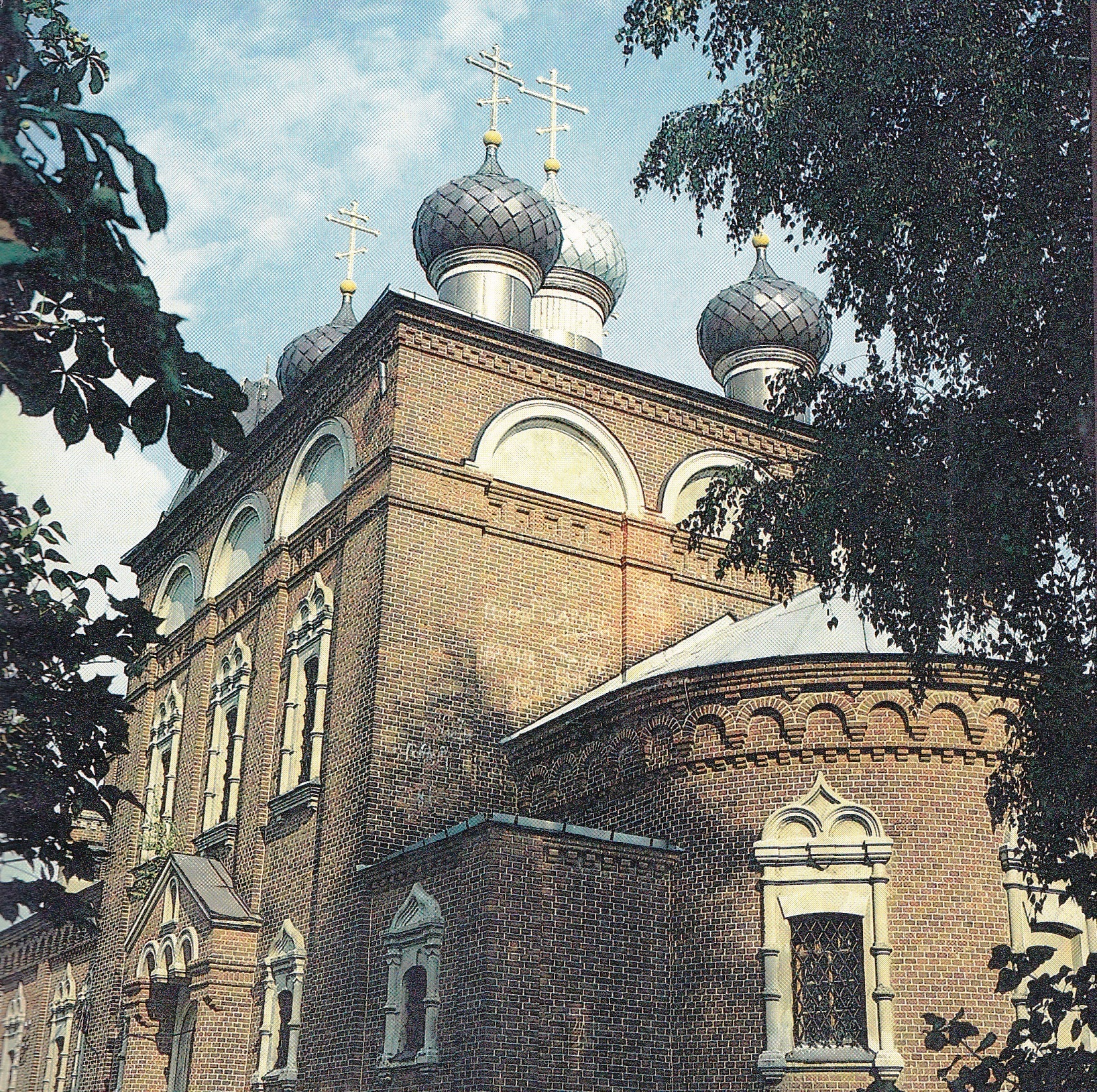
Православная Свято-Никольская церковь в деревне Телуша

Телуша (бел. Цялуша) — агрогородок в составе Телушского сельсовета Бобруйского района Могилёвской области Белоруссии. Административный центр Телушского сельсовета.

## Географическое положение
Телуша находится в 16 км на юго-восток от города Бобруйска, в 3 км от станции Савичи на железнодорожной линии Бобруйск-Жлобин, при автомобильной дороге М-5 Минск-Гомель. Через Телушу проходят автомобильные дороги Н10098 и Н10129 . У северной окраины деревни находится железнодорожный остановочный пункт «331-й км».

## Население
- 1885 год — 564 человека
- 1897 год — 713 человек
- 1907 год — 874 человека
- 1917 год — 1134 человека
- 1959 год — 1211 человек
- 1970 год — 987 человек
- 1986 год — 815 человек
- 1999 год — 821 человек
- 2010 год — 687 человек
- 2014 год — 478 человек

## История
Впервые название Телуша упоминается в хозяйственных инвентарных актах 1639 года — болото Телуша при границе сельскохозяйственных земель Юхановской половины села Плёссы. Как населенный пункт Телуша известна по письменным источникам с конца XVIII века. В конце XVIII века село Телуша является государственной собственностью, действует униатская Успенская церковь. Согласно Рапорта Минской Духовной Консистории Святейшему Правительствующему Синоду от 20 февраля 1812 года № 356 действующей Успенской церкви в результате военных действий в период Отечественной войны 1812 года ущерба причинено не было. Священник Телушской Успенской церкви Василий Тарасевич «…в заборе неприятелем одеяния и других хозяйственных вещей имеет убытка на 41 рубль 80 копеек серебром». В 1830 году помещицей Марией Голохвастовой в Телуше построена православная Свято-Троицкая деревянная церковь. В середине XIX века церковь 5-го класса, имеет штатного жалования причта 206 рублей, земли 33 десятины, прихожан мужского пола 706 и женского пола 723 человека. 
- Около церкви кладбище, известные не сохранившиеся захоронения — Федор Васильевич Вахромеев род.в 1833 г.16 февраля, скончался 12 сентября 1884 г. помещик д. Плессы, Мария Петровна Воронцова-Вельяминова родилась 12.10.1832 скончалась 20 июня 1900. на надгробии которой была надпись «Придите ко мне все труждающиеся и обремененные и я успокою Вас»

В 1885 году Телуша — село в составе Турковской волости Бобруйского уезда Минской губернии. В 1897 году работает магазин, 2 ветряные мельницы, постоялый двор. Ежегодно 9 мая в Телуше проводятся торжки (небольшая ярмарка местного значения). В конце XIX — начале XX века в деревне ведется строительство каменной церкви в русском архитектурном стиле. 02.01.1914 года сельчане убили лесника экономии в отместку за издевательства над крестьянами. В 1923 году к деревне присоединен большой участок бывшей помещичьей земли, открыт фельдшерский пункт, в 1926 году открыта изба-читальня. С 20.08.1924 года центр Телушского сельсовета 1-го Бобруйского района, с 04.08.1927 года Бобруйского района. В 1926 году фельдшерский пункт преобразован в больницу на 15 коек, при больнице открыто родильное отделение. В 1929 году организован колхоз имени Ворошилова. В 1933 году в Телуше открыта первая в Бобруйском районе аптека. В 1930-е годы открыто отделение связи Телуша-2, действуют машинно-тракторная мастерская, кузница, мельница. В марте 1932 года создана Телушская МТС, которая в 1936 году имела 46 тракторов, другую сельскохозяйственную технику. МТС обслуживала колхозы, находящиеся на территории сельсовета. Политотдел Телушской МТС в 1933—1934 годах издавал газету «Политотдельская правда» и газету для детей «Пионерская звезда» (№ 1 вышел 01.08.1934 года). В 1940 году колхоз имени Ворошилова участвовал во Всесоюзной сельскохозяйственной выставке. В Великую Отечественную войну с середины 1943 года и до освобождения советскими войсками активно действовало антифашистское подполье и диверсионная группа (36 членов организации, руководитель А. В. Руднев).
В 1946-1963 годах в Телуше работал детский дом. В 2007 году - центр колхоза имени Мичурина. Действуют мастерская по ремонту сельскохозяйственной техники, машинный двор, цех по изготовлению деталей из дерева, средняя школа, детский сад-ясли, участковая больница, автоматическая телефонная станция, аптека, комплексный приемный пункт бытового обслуживания населения, ветеринарный участок, отделения почтовой связи и "Беларусбанка", 2 библиотеки, клуб, 2 магазина.
| год               | 1830         | 1838              | 1885 | 1897 | 1907 | 1917 | 1926 | 1986 | 1997 | 2007 | 2014 |
| ----------------- | ------------ | ----------------- | ---- | ---- | ---- | ---- | ---- | ---- | ---- | ---- | ---- |
| количество дворов | 31           | нет сведений      | 57   | 102  | 123  | 161  | 202  | 261  | 270  | 241  | 213  |
| число жителей     | нет сведений | 141 мужского пола | 564  | 713  | 874  | 1134 | 1151 | 815  | 610  | 559  | 478  |

### История образования
В 1863 году в Телуше открыта школа — первоначально размещалась в съемном помещении одного из сельских домов. В 1866 году для школы построено отдельное здание. В метрической записи Телушского православного прихода в связи с рождением 1 октября 1880 года рождением сына Романа, крестные Воронцов Вельяминов П. А. крестная Мария Николаевна упоминается на с.411 наставник Бобруйского народного училища Филипп Алексеевич Кричко. и его жена Александра Федоровна В 1886 году в школе работал учитель Лев Пинчук. В 1891 году в школе 44 ученика, учитель Матвей Игнатьевич Калиновский. В 1911 году в Телуше действует двухклассное сельское народное училище, которым заведует Антон Мороз, учителя — Федор Мартюченок и Елизавета Праздничная, законоучитель — священник, благочинный 1-го округа Федор Кляевский. В 1916 году законоучителем работает священник Аркадий Пушкин. Большое содействие развитию образования оказывали супруги Воронцовы-Вельяминовы, при их активном участии в Телуше была построена новая школа. Они заботилась о том, чтобы крестьянские дети овладели грамотой. По воспоминаниям современников Наталья Александровна Воронцова-Вельяминова в школе на Рождественские праздники организовывала утренники для крестьянских детей.

## Потомки А. С. Пушкина
Внучка А. С. Пушкина, дочь старшего сына поэта А. А. Пушкина Наталья Александровна Воронцова-Вельяминова родилась в 1859 году в Петербурге. Детство и юность прошли в подмосковном городке Лопасне (ныне город Чехов), где был расквартирован полк, которым командовал её отец. Получила домашнее образование, училась в Виленской гимназии. Значительное влияние на девочку оказала её тетка — дочь А. С. Пушкина Мария Александровна, по мужу Гартунг, которая после смерти матери Натальи помогала брату воспитывать детей. Девочке пришлось побывать во многих городах Российской империи, поскольку отцу из-за службы приходилось часто менять место жительства. В 1881 году Наталья Александровна вышла замуж за П. А. Воронцова-Вельяминова, офицера полка, которым командовал её отец. Вскоре после женитьбы П. А. Воронцов-Вельяминов вышел в отставку и вместе с семьей переехал в имение своей матери Вавуличи (ныне деревня Дубовка). Там Н. А. Воронцова-Вельяминова провела большую часть своей жизни. Наталья Александровна отличалась широким кругозором, в совершенстве владела французским и немецким языками, знала музыку, западноевропейскую и русскую литературу, поддерживала дружеские отношения с И. С. Тургеневым, Ф. М. Достоевским, позже с А. В. Луначарским. Она хорошо рисовала (преимущественно пейзажи), писала стихотворения, но не печатала их. Современники считали её мастером юмористических экспромтов. Наталья Александровна оставила о себе добрую память. Крестьяне ближайших сел говорили о ней как о добром, отзывчивом человеке. Она помогала беднякам хлебом, лесом, лекарствами, устраивала больных на прием к городскому врачу. Грамотным крестьянам давала читать книги, знакомила с творчеством своего деда. Много внимания уделяла обучению крестьянских детей. Содействовала строительству народных школ в Телуше и соседних деревнях, организовывала приют для сирот и стариков, была членом местного благотворительного товарищества.
У Н. А. и П. А. Воронцовых-Вельяминовых было 5 детей. Их судьба и судьба их детей связаны с Бобруйщиной. Наталья Александровна умерла 03.12.1912 года. Похоронена в Телуше. В 1980 году на её могиле поставлен гранитный обелиск. 

## Памятники истории и архитектуры

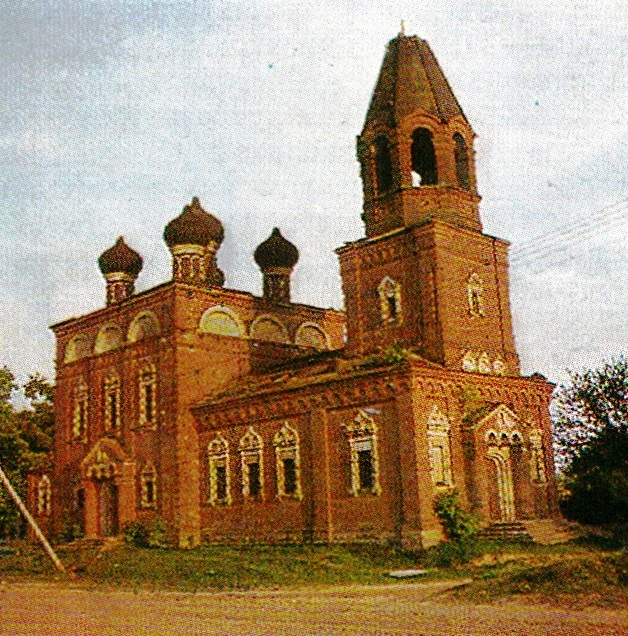
Здание церкви в деревне Телуша, 1980-е годы

- Братская могила советских воинов у здания средней школы. Захоронено 9 воинов Красной армии, которые погибли в 1944 году. В 1975 году на могиле поставлен обелиск.
- Могила Натальи Александровны Воронцовой-Вельяминовой[2], внучки русского поэта А. С. Пушкина. В 1980 году на могиле установлен гранитный обелиск.
- Церковь Св. Николая (Свято-Троицкая церковь). Храм возведён в начале XX века на средства Павла Аркадьевича Воронцова-Вельяминова и его супруги Натальи Александровны Воронцовой-Вельяминовой, внучки А. С. Пушкина.
- Свято-Троицкая церковь в центре деревни, памятник архитектуры русского стиля. Рустованный цоколь из розового песчаника. Однозальный храм с полукруглой апсидой, бабинцом и колокольней над входом. В объёмно-пространственной композиции доминирует трехъярусная колокольня с шатром. Основной квадратный в плане зал покрыт покатой четырехскатной крышей с 5 луковице подобными головками.
- Мемориальная доска подпольщикам на здании исполкома сельсовета. Установлена в 1972 году в память о деятельности в Телуше в Великую Отечественную войну группы Бобруйского подполья.

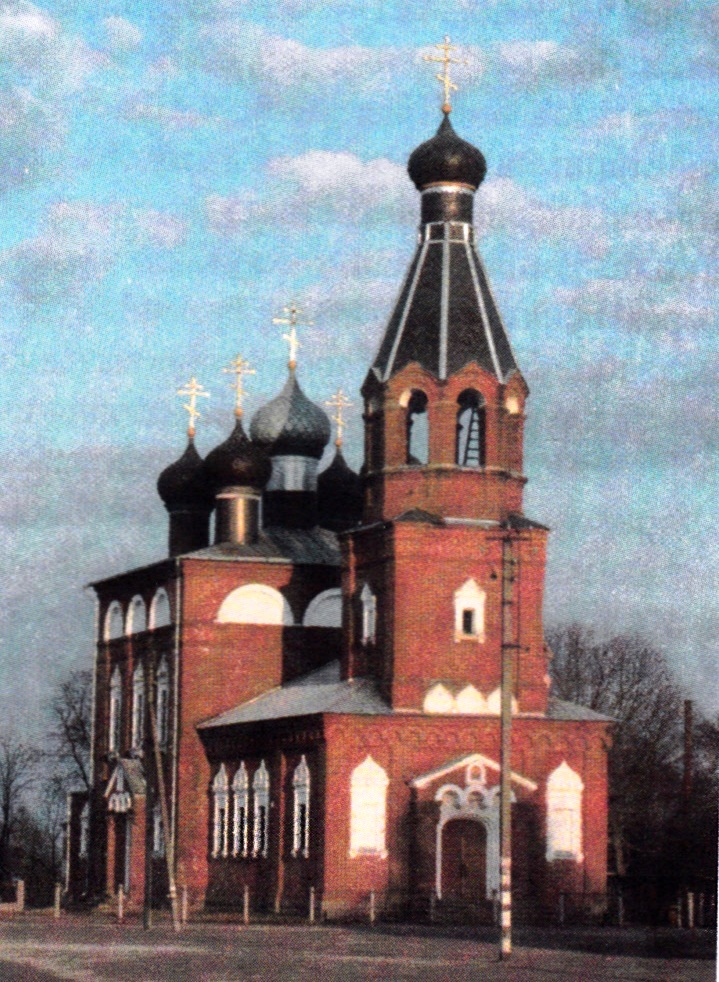
Православная Свято-Никольская церковь в деревне Телуша, начало XX века

## Культура
- Литературно-краеведческий музей А. С. Пушкина ГУО "Телушская средняя школа Бобруйского района"

#### Мероприятия
- Ежегодно в начале июня в Телуше проводится праздник пушкинской поэзии

## Заслуженные люди
- Борец Валентина Максимовна, доктор медицинских наук (1974), профессор (1975). Родилась 03.01.1927 г. в поселке Телуша. В 1950 году окончила Минский медицинский институт. С 1950 года ординатор терапевтического отделения Гродненской областной больницы. С 1960 года в Гродненском медицинском институте, ассистент, доцент кафедры внутренних болезней, с 1993 года заведующая кафедры факультетской терапии. Автор 170 научных трудов, в том числе двух монографий по клинической витаминологии и сердечно-сосудистым заболеваниям. Награждена медалями «За трудовую доблесть», «За доблестный труд». Отличник охраны здоровья.

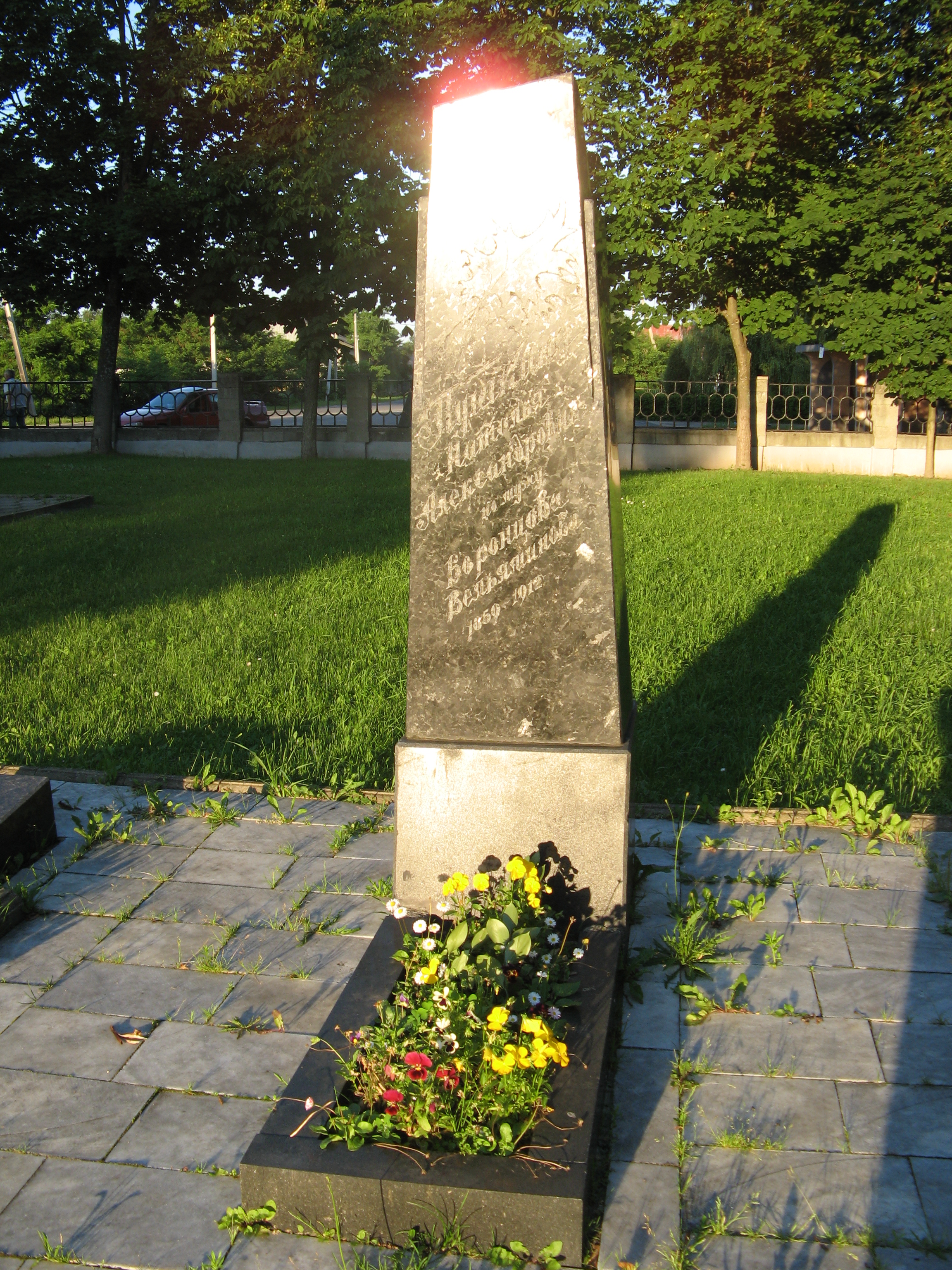
Могила Н. А. Воронцовой-Вельяминовой

- Могила Н. А. Воронцовой-ВельяминовойЛавринович Михаил Федорович, хозяйственный деятель Беларуси, почетный профессор Белорусской государственной политехнической академии (1996), лауреат Государственной премии СССР (1977), Государственной премии БССР (1974), заслуженный машиностроитель БССР (1984). Родился в деревне Телуша 01.12.1929 года. Окончил Белорусский политехнический институт в 1961 году. В 1950—1994 г. работал на Минском автозаводе: наладчиком, мастером, старшим мастером, старшим инженером-технологом, начальником технического бюро, начальником цеха, главным инженером, техническим директором завода. В 1982—1984 г. генеральный директор автозавода производственного объединения «БелавтоМаз». С 1994 года президент Белорусской научно-промышленной ассоциации. Награждён орденами Красного Трудового Знамени, орденами «Знак Почета», Дружбы народов, медалями.